# Pascual Orozco

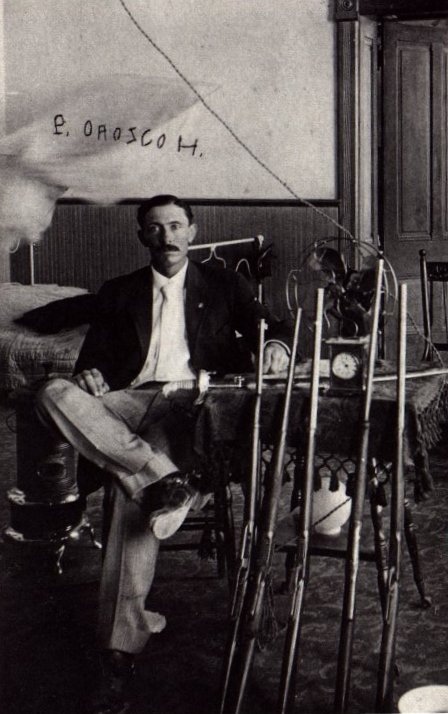
Pascual Orozco.

Pascual Orozco Vázquez (* 28. Januar 1882; † 15. August 1915 bei El Paso) war ein mexikanischer Revolutionär und General. 

## Leben
Am 28. Januar 1882 in der Nähe von Guerrero, Chihuahua, geboren, besuchte er eine Landschule. Bereits im Alter von 20 Jahren besaß er ein erfolgreiches Maultiertransportunternehmen und transportierte Minenerträge zu den Schmelzen. Ab Oktober 1910 beteiligte er sich an der Mexikanischen Revolution und unterstützte die Bemühungen zum Sturz des Präsidenten Porfirio Díaz. Nach der Abdankung von Díaz rebellierte er 1912 erfolglos gegen die neue Regierung Madero und musste in die USA fliehen. Nach seiner Rückkehr im Februar 1913 schloss er sich dem neuen Machthaber General Victoriano Huerta an, der Madero durch einen Putsch beseitigt hatte. Huerta ernannte ihn zum Brigadegeneral. 
Nach dem Sieg der „Konstitutionalisten“, d. h. der treu zur mexikanischen Verfassung stehenden Streitkräfte unter General Venustiano Carranza, floh er erneut ins Exil in die USA. Beim Versuch der Rückkehr nach Mexiko wurde er am 30. August 1915 an der Grenze, in der Nähe von El Paso, von Angehörigen der US-Armee und Texas Rangers, die ihn möglicherweise für einen Viehdieb hielten, erschossen. Dort wurde er zunächst begraben, ehe er 1923 nach Chihuahua überführt wurde.